# Триа, Джованни
Джованни Триа (итал. Giovanni Tria; род. 28 сентября 1948, Рим) — итальянский экономист и преподаватель, министр экономики и финансов (2018—2019 годы).

## Биография
Джованни Триа родился 28 сентября 1948 года в итальянской столице Риме.
В 1971 году окончил юридический факультет Римского университета. Работал профессором экономики, макроэкономики и истории экономической мысли в Университете Рима, преподавал в Университете Перуджи. Он занимал должность декана экономического факультета Римского университета Тор Вергата с 2017 года.
Работал старшим советником в различных министерствах (экономики и финансов, иностранных дел, государственной службы, труда). С 2002 по 2006 и с 2009 по 2012 он был членом Совета директоров Международной организации труда (МОТ). С 2010 по 2016 — президент Национальной школы управления.
Входит в состав Экономического комитета Фонда Беттино Кракси.
Триа сотрудничает с Il Foglio и является членом научного комитета Фонда Magna Carta, консервативно-либерального аналитического центра.
1 июня 2018 вступил в должность министра экономики и финансов в правительстве Джузеппе Конте.